# Andreas Schulte (Zahnmediziner)
Andreas Schulte (* um 1956) ist ein deutscher Hochschullehrer und Fachzahnarzt für Oralchirurgie. 2015 wurde er von der Universität Witten/Herdecke als bundesweit erster Lehrstuhlinhaber für Behindertenorientierte Zahnmedizin berufen.

## Leben
Andreas Schulte studierte Zahnmedizin an der Westfälischen Wilhelms-Universität. Dort war er bis 1991 zunächst als Wissenschaftlicher Mitarbeiter und später als Oberarzt tätig. Danach wechselte er in die Abteilung für Kinderzahnheilkunde der Philipps-Universität Marburg, wo 1996 seine Habilitation erfolgte. 1998 kam er als leitender Oberarzt in die Abteilung für Zahnerhaltung der Ruprecht-Karls-Universität Heidelberg, wo er 2002 zum außerplanmäßigen Professor ernannt wurde.

## Finanzierung des Lehrstuhls
Der Stiftungslehrstuhl wird für fünf Jahre von der Software AG - Stiftung finanziert. Die Mahle-Stiftung tritt als Co-Förderer zunächst für ein Jahr auf.